# Флеха
Флеха (њем. Flöha) град је у њемачкој савезној држави Саксонија. Једно је од 61 општинског средишта округа Средња Саксонија. Према процјени из 2010. у граду је живјело 10.124 становника. Посједује регионалну шифру (AGS) 14522140.

## Географски и демографски подаци
Флеха се налази у савезној држави Саксонија у округу Средња Саксонија. Град се налази на надморској висини од 275 метара. Површина општине износи 18,6 km². У самом граду је, према процјени из 2010. године, живјело 10.124 становника. Просјечна густина становништва износи 545 становника/km².